# Темпе (Аризона)
Те́мпе (англ. Tempe) — город в округе Марикопа (Аризона, США). В городе расположен Университет Аризоны.
Площадь — 102,3 км². Население — 175 523 человек.

## История
Дважды (1985, 2003) город был награждён премией All-America City Award (с англ. — «Всеамериканский город») присуждаемой Национальной гражданской лигой, которую неофициально называют «Нобелевской премией за конструктивное гражданство» и которая выдается за активную гражданскую позицию жителей некорпоративных сообществ Соединённых Штатов в жизни местного самоуправления. 

## Население
- Расовый состав: европеоидная 77,51 %, негроидная 3,66 %, американоидная 2,01 %, монголоидная 4,75 %, австралоидная 0,29 %, прочие 8,49 %, две и больше рас 3,30 %.
- Возраст населения: 19,8 % менее 18 лет, 21,3 % 18—24 года, 33,2 % 25—44 лет, 18,5 % 45—64 лет и 7,2 % более 65 лет.
- Высшее образование представлено Университетом Аризоны; Сетью колледжей округа Марикопа (Maricopa County Community College District).
- Среднее образование представлено школами: Tempe Elementary School District и Tempe Union High School District; Kyrene School District (K-8), Scottsdale Unified School District (K-12) и Mesa Public Schools (K-12).

## Руководство города
- Мэр (с 2020): Кори Вудс[6]
- «Вице-мэр»: Дженнифер Адамс
- "Сити-менеджер: " Эндрю Чинг
- "Начальник полиции: " Джефф Гловер
- "Начальник пожарной охраны: " Грег Руис
- "Городской прокурор: " Соня Блейн
- "'Члены городского совета: "' Вице-мэр Дженнифер Адамс, Арлин Чин, Дорин Чеснок, Барри Ходж, Рэнди Китинг и Джо Наварро.

## Известные уроженцы, жители
Alison’s Halo — американская дрим-поп/шугейзинг группа, одна из главных американских шугейз-групп начала 1990-х.

## Города-побратимы
- Франция, Больё-сюр-Мер
- Ирландия, Карлоу
- Новая Зеландия, Лоуэр-Хатт
- Германия, Регенсбург
- Северная Македония, Скопье
- Китай, Чжэньцзян
- Мали, Томбукту
- Эквадор, Куэнка